# Paul Radmilovic
Paolo Francesco "Paul" Radmilovic (Cardiff, Gal·les, 5 de març de 1886 – Weston-super-Mare, Somerset, 29 de setembre de 1968) va ser un waterpolista i nedador gal·lès, fill de pare croata i mare irlandesa, que va competir durant el primer quart del segle xx. El 1928 va ser el primer esportista britànic en prendre part en cinc edicions dels Jocs Olímpics, una fita no superada fins al 1976 pel tirador Bill Hoskyns. Així mateix, guanyà quatre medalles d'or en tres Jocs consecutius, un rècord no superat fins que Sir Steve Redgrave guanyà el seu cinquè or a Sydney el 2000.

## Natació
Radmilovic va debutar amb tan sols 15 anys amb l'equip nacional de waterpolo de Gal·les el 1901, sent en aquells moments, l'esportista més jove en jugar un partit internacional. Van competir internacionalment en waterpolo i natació durant prop de 30 anys, i practicà la natació fins ben complerts els 70 anys. També jugà a golf i a futbol.
El 1907 aconseguí el primer títol de l'Amateur Swimming Association quan guanyà en una cursa de cinc milles en aigües obertes disputada al Tàmesi. La seva versatilitat queda palesa quan dos anys després guanyà el títol de les 100 iardes lliures. El 1907 i 1925 guanyà el campionat anglès de llarga distància. El 1926, amb 40 anys, guanyà el campionat anglès de la milla.
En total guanyà nou títols en un lapse de 19 anys, en nombroses i variades distàncies. Al campionat gal·lès guanyà el 1901, en 100 iardes, i el 1929, al final de la seva carrera, en 440 iardes.

## Jocs Olímpics
La seva primera participació en uns Jocs Olímpics fou el 1906, quan finalitzà quart en la cursa dels 100 metres lliures i cinquè en els 400 metres, mentre en la cursa de la milla no finalitzà.
El 1908 guanyà la medalla d'or com a membre de l'equip britànic de waterpolo que guanyà a Bèlgica per 9 a 2 en la final. Radmilovic va fer dos d'aquests nou gols. Dos dies després va ser escollit per formar part de l'equip de relleus 4x200 m lliures que guanyà l'or a causa d'una baixa per malaltia. Radmilovic també va competir en tres proves d'estil lliure individuals, però fou eliminat en sèries.
La tercera medalla d'or l'aconseguí el 1912, a Estocolm, com a membre de l'equip britànic de waterpolo. En aquests Jocs també disputà una cursa de natació, però quedà eliminat en sèries.
El quart i darrer or de Radmilovic va arribar als Jocs Olímpics d'Anvers de 1912 quan l'equip britànic de waterpolo s'imposà a la final a l'amfitriona Bèlgica gràcies a un gol de Radmilovic i que suposà el definitiu 3 a 2. Amb el xiulet final l'afició belga reaccionà iradament i la policia hagué de protegir els warerpolistes britànics per tal sortissin de la piscina.
Encara va disputar dos Jocs més, el 1924 i 1928, sempre amb l'equip britànic de waterpolo, tot i que no aconseguí medalla.

## Darrers anys
Durant molts anys va gestionar l'Hotel Imperial a Weston-super-Mare, i nedava diàriament 400 metres fins als 78 anys.
El 1967 fou incorporat a l'International Swimming Hall of Fame. Fou el segon waterpolista en aconseguir-ho, després de Wallace O'Connor, i el tercer britànic, després de Matthew Mann i Matthew Webb.
Radmilovic morí el 1968 a Weston-super-Mare.